# Tras de mí
«Tras de mí» es el tercer sencillo del grupo de pop mexicano RBD del álbum Nuestro Amor, lanzada el 23 de enero de 2006. Sin el vídeo para la promoción también es considerada una de las mejores canciones de RBD, ya que tuvo un gran impacto en sus seguidores. Cómo parte del sello característico de la agrupación Mexicana también cuenta con los coros de la cantante lynda thomas  y el músico Guido laris, además de contar con el consejo y los coros universales de Paulina villaroel, hija única de los  productores Mexicanos Paulo J Matiz y Hermila López.  
En enero de 2006, promovió la abertura de la tercera temporada de la telenovela Rebelde.
La canción fue elegida para abrir los shows del Soy Rebelde Tour el 2023.

## Posicionamiento
Aún sin un video oficial. La canción fue un éxito radial en México dónde alcanzó la posición 1 y se mantuvo por 7 semanas no consecutivas y 4 semanas en la posición 2.
| Listas (2006)            | Listado                       | Mejor posición |
| ------------------------ | ----------------------------- | -------------- |
| US Billboard             | Latin Pop songs               | 2              |
| US Billboard Latin Songs | Latin Top Radio               | 5              |
| México                   | México - Top 100              | #1 (7 semanas) |
| México                   | México - Los 40 principales   | 1              |
| México                   | Telehit - Top 10 Week         | 1              |
| México                   | MTV México Hits               | 2              |
| Chile                    | Chile - Top Chart 100         | #5             |
| Colombia                 | Colombia - Los 10 mejores     | 5              |
| Brasil                   | Brasil - Top 100 Radio        | #1 (6 semanas) |
| Perú                     | Éxitos de Perú                | 4              |
| Argentina                | Argentina - 100 Chart Singles | 8              |
| España                   | Spain Hot Hits                | 1              |

- Datos: Q9089565